# Bror Emil Hildebrand

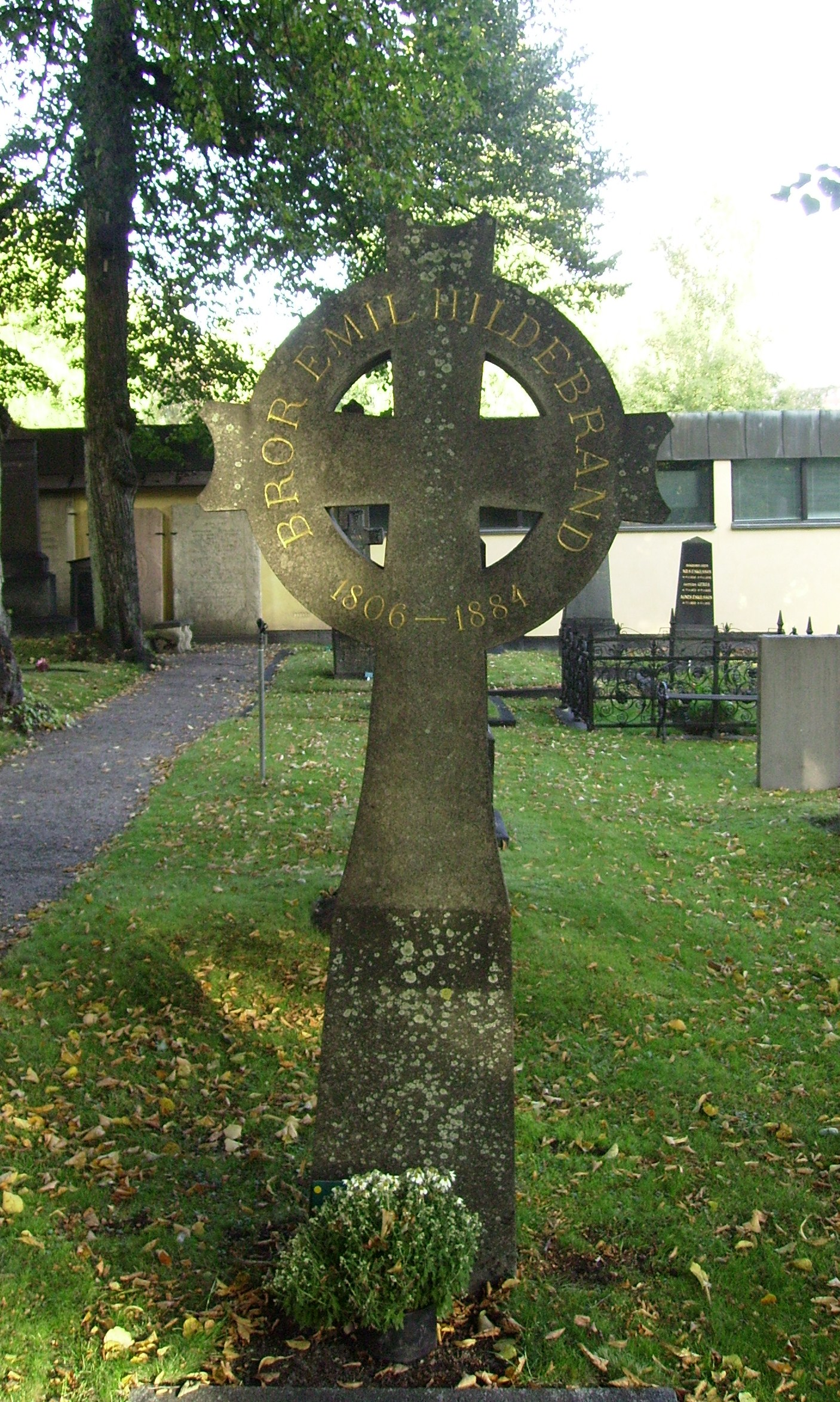
Bror Emil Hildebrands gravvård på Solna kyrkogård.

Bror Emil Hildebrand, född 22 februari 1806 i Madesjö socken, död 30 augusti 1884, var en svensk arkeolog, numismatiker och museiman. Han var riksantikvarie och ständig sekreterare i Kungliga Vitterhets Historie och Antikvitets Akademien mellan 1837 och 1879. Ledamot av Svenska Akademien 1866–1884, stol nr 11, 1881–83 akademins ständige sekreterare. 1847 grundade han Statens historiska museum.

## Biografi
Hildebrand studerade vid Lunds universitet, i syfte att bli präst, men övergav den banan för historievetenskapen. I Lund tillhörde han Esaias Tegnérs familjs närmaste vänkrets. Han blev filosofie magister 1826, och docent i numismatik 1830 samt amanuens vid Lunds universitets historiska museum samma år. Han fick samtidigt undervisning av C.J. Thomsen i Köpenhamn; Hildebrand blev därigenom den som införde treperiodssystemet till Sverige.
Två år senare lämnade han Lund för Stockholm, när han fick förordnade vid Kungliga myntkabinettet, men stannade där endast ett år för att i stället bli amanuens vid Vitterhetsakademien och kanslist vid Riksarkivet, det senare under Hans Järta. Åren 1834–1840 var han utgivare av Kungliga Samfundet för utgivande av handskrifter rörande Skandinaviens historias Handlingar (banden 19–24).
År 1837 steg Hildebrand i graderna, blev riksantikvarie vid Johan Gustaf Liljegrens död, garde des médailles, sekreterare vid Vitterhetsakademien och amanuens vid Riksarkivet. När Järta drog sig tillbaka, blev han dessutom tillfällig riksarkivarie (1845–1847). År 1847 invaldes han som ledamot nummer 492 av Kungliga Vetenskapsakademien.
År 1841 lyckades han utverka utökade anslag till Vitterhetsakademien för dess samlingar, och 1846 lyckades han utverka erhålla utökade lokaler för samlingarna i Ridderstolpeska huset vid Skeppsbron. År 1864 flyttade han museet till Nationalmuseet, de samlingar som senare kom att utgöra stommen för Statens historiska museum. År 1840 genomdrev han även en förordning om skyldighet att underställa kyrkorestaureringar och dylikt Vitterhetsakademins prövning, och 1860 fick han medel beviljade för anställandet av en antikvitetsintendent med fornminnesinventering som tjänsteåliggande.
Även i fältarbetet var Hildebrand en föregångsman, och utförde till exempel givande gånggriftsundersökningar i Västergötland. Hildebrands stora flit och arbetsförmåga satte honom i stånd att vid sidan av tjänsten utveckla en betydande författar- och utgivarverksamhet. Han utgav på ett mönstergillt sätt Svenskt Diplomatarium (1842–1863) och Svenska sigiller från medeltiden (1862). Bland hans rent nusmatiska armbeten märks Numismata anglosaxonica (1829), Upplysningar till Sveriges mynthistoria (1831–32) samt de grundläggande materialpublikationerna Anglosaxiska mynt i Kungl. Myntkabinettet (1846, 2:a upplagan 1881), Minnespenningar över enskilda svenska män och qvinnor (1860) och Sveriges och svenska konungahusets minnespenningar (2 band, 1874–75). Betydelsefull var Hildebrands uppdelning av de förhistoriska myntfynden i 4 klasser.
Hildebrand tog initiativet till och utgav början av Antikvarisk tidskrift (från 1864). Av i denna och akademins Månadsblad av Hildebrand publicerade avhandlingar i förhistoriska och konsthistoriska ämnen märks Till hvilken tid böra de svenska hällristningarna hänföras?. Hans där framförda datering till bronsåldern kom av forskningen att allmänt godtas.
Hildebrand inledde den svenska forskningen inom sfragistik. 1846–47 utförde han de första utgrävningarna av de så kallade kungshögarna i Gamla Uppsala. Först ledde han utgrävningen av Östhögen (då kallad Odens hög), därefter gjorde han en mindre provundersökning av Mellanhögen (som kallades Frejs hög). Till sist gav han i uppdrag till fortifikationsofficeren J.G. Hagdahl att gräva ut Västhögen. Hildebrand hade många lärjungar, i första rummet sonen Hans Hildebrand, som efterträdde honom som riksantikvarie, och Oscar Montelius.
Bror Emil Hildebrand var son till bergsmekanikus Hildebrand Hildebrandsson och Lovisa Mörck. Han var bror till tonsättaren Hildebrand Hildebrandsson och farbror till meteorologen Hugo Hildebrandsson. Han gifte sig 1841 med Anna Mathilda Ekecrantz. Med henne fick han sönerna Hans, Albin, Hildemar och Emil samt dottern Elisabeth.

## Priser och utmärkelser
- 1858 – Kungliga priset